# Derek Schmidt
Derek Larkin Schmidt (Independence, 23 gennaio 1968) è un politico statunitense, membro della Camera dei Rappresentanti per lo stato del Kansas dal 2025.

## Biografia

### Formazione e primi anni
Nato a Independence, Schmidt studiò presso l'Università del Kansas, conseguì il master's degree pressò l'Università di Leicester e la laurea in giurisprudenza all'Università di Georgetown. Lavorò come collaboratore dei politici Nancy Landon Kassebaum e Bill Graves.

### Carriera politica

#### Senato del Kansas
Entrato in politica con il Partito Repubblicano, nel 2000 venne eletto all'interno del Senato del Kansas. Divenne leader di maggioranza dell'assemblea nel 2004. Nelle sue campagne politiche ottenne finanziamenti da parte di diverse multinazionali.

#### Procuratore generale del Kansas
Nel 2010, Derek Schmidt si candidò alla carica di procuratore generale del Kansas. Si aggiudicò le elezioni primarie con il 76% dei voti e ottenne il sostegno pubblico di Nancy Kassebaum. Nelle elezioni generali sconfisse il democratico uscente con il 54,9% dei voti.
Fu riconfermato per altri due mandati nel 2014 e nel 2018.
In veste di procuratore generale, si oppose a diverse misure dell'amministrazione Obama, soprattutto quelle relative alla tutela dell'ambiente e all'assistenza sanitaria.
Difese il Kansas in una causa giudiziaria intentata dall'American Civil Liberties Union, che contestava una legge che vietava il matrimonio tra persone dello stesso sesso. Quando la Corte Suprema emise la sentenza Obergefell contro Hodges, con la quale legalizzava le nozze omosessuali, Schmidt abbandonò la causa.

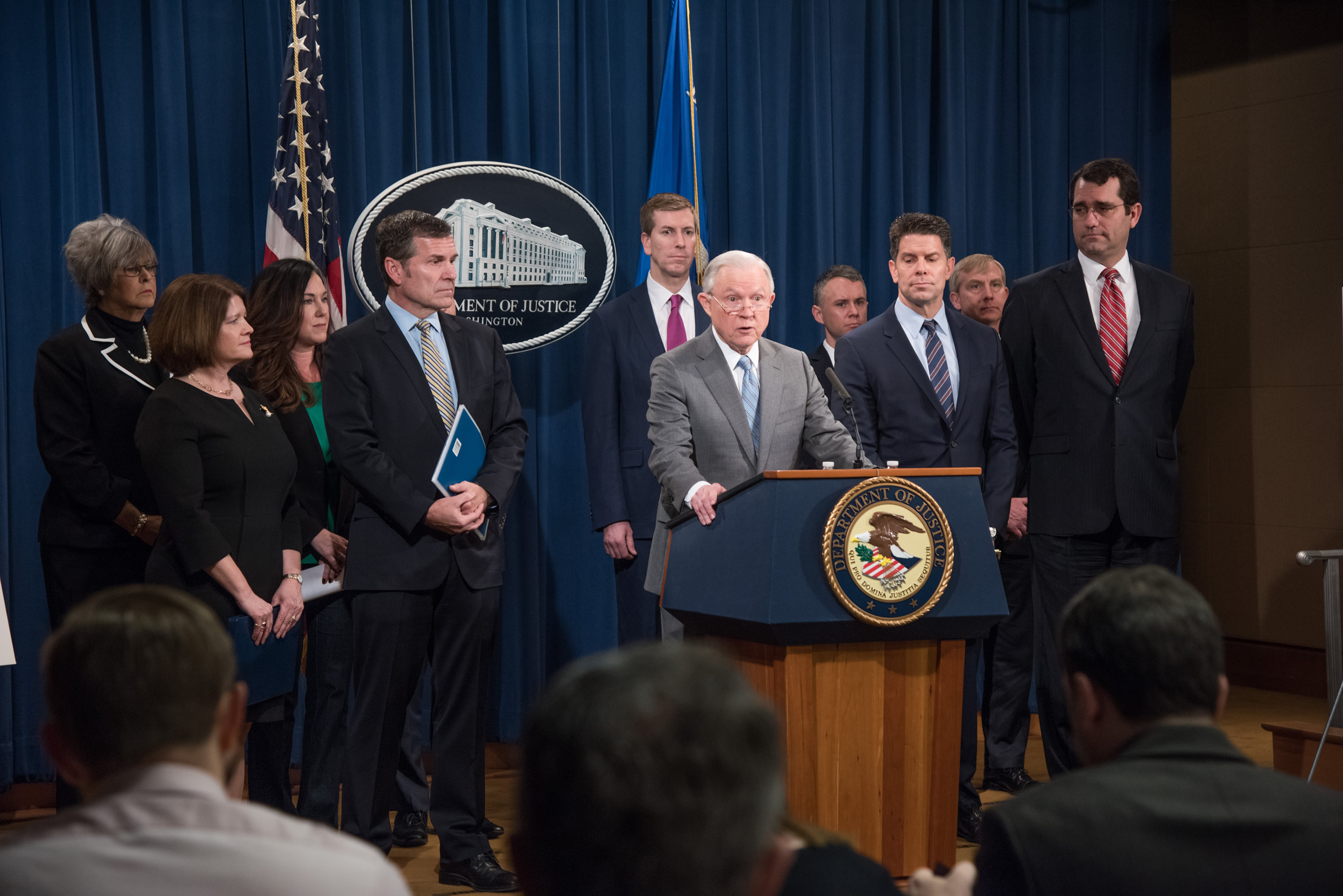
Derek Schmidt ad una conferenza stampa nel 2018

Nel 2014 tentò di forzare il Partito Democratico a presentare ufficialmente un candidato per le elezioni al Senato; tale azione avrebbe infatti indebolito la candidatura dell'indipendente Greg Orman, principale contendente del repubblicano in carica Pat Roberts. Una giuria composta da tre giudici nella contea di Shawnee respinse la richiesta, sostenendo che i democratici potessero non presentare candidati per le elezioni.
Nel 2018 emise un provvedimento con cui rendeva illegali in tutto lo stato la marijuana e tutti i cannabinoidi. I legislatori statali votarono successivamente per rivedere il provvedimento ammettendo i prodotti senza THC.
Fu tra i procuratori generali aderenti all'azione legale del Texas per invalidare i risultati delle elezioni presidenziali del 2020. La Corte Suprema rigettò l'istanza e il comportamento di Schmidt venne contestato su un editoriale del Wichita Eagle, che lo biasimò per aver "firmato a nome del nostro stato in una causa imbarazzante e infondata volta a ribaltare le elezioni presidenziali".
Durante la pandemia da COVID-19 si oppose ad un'ordinanza della governatrice Laura Kelly che vietava gli assembramenti pubblici anche nelle chiese per Pasqua, sostenendo che violasse la Costituzione. Tuttavia, tre dei principali cluster di contagio furono individuati proprio nelle chiese e la Corte Suprema del Kansas ripristinò l'ordine del governatore.
Nel 2021 contestò, tramite un'azione legale, un ordine esecutivo dell'allora Presidente Joe Biden volto a mitigare il cambiamento climatico riducendo le emissioni di gas serra, sostenendo che il provvedimento avrebbe creato un calo di posti di lavoro.

#### Candidatura alla carica di governatore
A marzo del 2021, Schmidt si candidò contro la democratica in carica Laura Kelly per la carica di governatore del Kansas nella tornata elettorale del 2022. Tra i suoi avversari nelle primarie repubblicane figurò l'ex governatore Jeff Colyer, che tuttavia si ritirò dalla competizione citando problemi di salute nell'agosto 2021.
In campagna elettorale sostenne le politiche di Donald Trump, che lo appoggiò ufficialmente. Venne sostenuto anche da Bob Dole e Pat Roberts, ma non ottenne l'appoggio dei suoi vecchi datori di lavoro Nancy Kassebaum e Bill Graves, che si schierarono con la sua rivale Laura Kelly.
Al termine della competizione, Laura Kelly venne rieletta battendo Derek Schmidt con un margine superiore ai 20.000 voti.

#### Camera dei rappresentanti
Nel 2024 si candidò alla Camera dei Rappresentanti per il seggio lasciato da Jake LaTurner. Dopo essersi aggiudicato le primarie, affrontò nelle elezioni generali l'ex deputata democratica Nancy Boyda. In campagna elettorale promosse un'agenda conservatrice.
Al termine della competizione, risultò vincitore con il 57% dei voti e approdò così al Congresso.